# Міжнародний військовий штаб НАТО
Міжнародний військовий штаб, МВШ (англ. International Military Staff, IMS)— виконавчий орган Військового комітету НАТО.
МВШ відповідає за надання оцінки, проведення досліджень та підготовку різноманітних документів, що стосуються військових питань НАТО. Висновки МВШ служать основою для обговорення та прийняття рішень у Військовому комітеті. Він також забезпечує контроль за виконанням рішень з військових питань та політики.
Міжнародний військовий штаб є основною сполучною ланкою між керівними політичними органами Альянсу та стратегічними командуваннями НАТО (Верховним головнокомандувачем об'єднаними збройними силами НАТО в Європі — ВГК ОЗС НАТО в Європі — і Верховним головнокомандувачем ОЗС НАТО з питань трансформації), а також їх апаратами. МВШ тісно взаємодіє з цивільним Міжнародним секретаріатом НАТО, розташованим в тій же будівлі в Брюсселі.

## Структура
В МВШ працюють приблизно 410 працівників, 320 з яких військовослужбовці, та 90 цивільних осіб, керівництво здійснює начальник МВШ. Згідно з виконуваними функціями, штаб підрозділяється на п'ять управлінь:
- розвідки (Intelligence);
- операцій та планування (Operations and Plans);
- політики і спроможностей (Policy and Capabilities);
- кооперативної безпеки (Cooperative Security);
- логістики і ресурсів (Logistics and Resources).

Кожне з управлінь має кілька відділів і служб підтримки. У разі виникнення кризової ситуації, штаб швидко переводиться на цілодобовий графік роботи без вихідних, без залучення додаткового персоналу.

## Механізм роботи
Командування здійснює начальник МВШ, в званні генерала або адмірала, йому підпорядковуються 12 вищих офіцерів, які керують управліннями та службами адміністративної підтримки МВШ. В Апараті начальника МВШ штатом передбачено ряд ключових посад:
- координатор-розпорядник: керує роботою штабу і контролює потік інформації і повідомлень, як всередині МВШ, так і між МВШ та іншими органами штаб-квартири НАТО;
- радник по зв'язках з громадськістю і стратегії інформування: консультує голови та заступника голови Військового комітету, а також начальника МВШ з питань стратегії інформування та зв'язків з громадськістю, виступає як прес-секретар голови Військового комітету НАТО і є основним джерелом інформації з усіх питань та діяльності військового комітету;
- фінансовий контролер: консультує ключових посадових осіб з усіх фінансових і бюджетних питань МВШ;
- військовий юрист: дає рекомендації з усіх правових питань голові та заступнику голови Військового комітету, начальнику МВШ і всім підлеглим організаціям, а також Військовому комітету.

Головна роль МВШ — надання підтримки Військовому комітету, для цього він різділений на п'ять управлінь, залежно від виконуваних функцій, що відповідають за наступні питання.
- Плани і політика

МВШ розробляє і координує вклад Військового комітету в сфері політики та планування НАТО, оборонної політики, стратегічного планування, принципів і планування застосування спеціальних видів зброї, поширення зброї масового знищення, оборонного планування і планування будівництва НД, Сил реагування НАТО і сил і засобів в цілому.
- Операції

МВШ сприяє Військовому комітету у розробці оперативних планів і вирішенні питань розстановки сил НАТО та інших питань управління збройними силами в тому, що стосується ролі НАТО при виникненні міжнародних криз. МВШ сприяє просуванню і розвитку багатосторонньої навчальної підготовки та навчань для країн НАТО і країн-учасниць програми Партнерство заради  миру.
- Розвідка

МВШ щодня забезпечує стратегічними розвіданими генерального секретаря НАТО, Північноатлантичну раду, Військовий комітет, Комітет з оборонної політики і планування та інші органи НАТО. Він узагальнює і оцінює розвіддані, що надходять від країн-членів НАТО і командувань. Він також розробляє, дотримується і реалізує основні принципи, доктрини та документи, що стосуються розвідки.
- Співпраця та регіональна безпека

МВШ підтримує зв'язок з контактними особами у військових структурах і співпрацює в рамках Ради євроатлантичного партнерства і програми ПЗМ, Ради Росія-НАТО, Комісії НАТО-Україна, Комісії НАТО-Грузія, Середземноморського діалогу, Стамбульської ініціативи співпраці і з окремими країнами-партнерами по всьому світу. Також виробляються рекомендації військових по участі НАТО в різних аспектах питань роззброєння, контролю над озброєннями та забезпечення безпеки на основі співробітництва.
- Тилове забезпечення, озброєння та ресурси

МВШ розробляє і координує вклад Військового комітету в стратегічне планування тилового забезпечення та ресурсів НАТО, надаючи тим самим підтримку військовим органам НАТО. Співробітники штабу допомагають в роботі над політикою і процедурами НАТО в рамках тилового забезпечення, медичних питань, озброєння, научно-дослідницьких розробок, особового складу, інвестицій і фінансів.

## Додаткові функції
- Консультації, командування і управління.

Секретаріат штаб-квартири НАТО з консультацій, командування і управління об'єднує елементи зв'язку МВШ та Міжнародного секретаріату (МС). Тобто, це об'єднаний секретаріат, до якого входять співробітники МВШ і МС і який обслуговує Північноатлантична рада, Військовий комітет і Рада з консультацій, командування і управління. Два відділи секретаріату займаються в основному питаннями координації: робота одного відділу зосереджена на загальній політиці та управлінні в області командування і управління, а іншого — на аспектах реалізації.
- Ситуаційний центр НАТО.

Займає положення між Міжнародним секретаріатом і Міжнародним військовим штабом, в ньому працюють, як цивільні співробітники, так і військові. Це основний орган штаб-квартири НАТО, що забезпечує поінформованість про обстановку та надає повномасштабну підтримку механізму кризового регулювання цілодобово і без вихідних.
- Бюро НАТО з гендерних питань

Центральна структурна одиниця, яка постійно збирає та надає інформацію, веде обмін інформацією про національні програми, політику і порядку дій з даних питань, включаючи виконання Резолюцій 1325 і 1820 Ради Безпеки ООН щодо жінок, миру та безпеки. Бюро підтримує зв'язок з МС НАТО та міжнародними організаціями, що займаються інтеграцією гендерних питань у військові операції, а також питаннями, пов'язаними з тематикою прав та безпеки жінок.